# Tipula (Savtshenkia) boreosignata
Tipula (Savtshenkia) boreosignata is een tweevleugelige uit de familie langpootmuggen (Tipulidae). De soort komt voor in het Palearctisch gebied.